# Andrzej Polak (perkusista)
Andrzej Polak (ur. 21 lutego 1947 w Wieruszowie) – polski perkusista, wokalista, instruktor muzyczny.

## Życiorys
Od 1959 roku uczęszczał do Szkoły Muzycznej I st. we Wrocławiu, kontynuując naukę w Średniej Szkole Muzycznej tamże. Debiutował w 1963 roku jako perkusista Gryfów. Następnie grał w zespole muzycznym wrocławskiego Klubu Dziennikarza (w latach 1964–1974), a także w grupie Wojciecha Popkiewicza Ad Libitum z którą wystąpił na KFPP Opole '68. W tym samym roku wziął udział w nagraniu EP-ki Hanki Koniecznej (Pronit N 0642). W 1974 roku założył zespół Dom Rodzinny, zaś w roku 1975 grupę Kaleidoscope. W latach 1976–1980 grał na kontraktach z Pagartu w Finlandii, Szwecji i Norwegii. W kraju współpracował z zespołami estradowymi Impartu, występując w programie Bawmy się razem oraz grał we wrocławskich restauracjach hotelowych: Monopol, Panorama i Novotel. W 1982 roku był członkiem założycielskiego składu grupy Lady Pank, z którą zarejestrował w studiu nagraniowym Teatru STU w Krakowie – kolejne z pierwszych jej nagrań. Pod koniec 1982 roku wszedł w skład zespołu Stalowy Bagaż z którym nagrał kilka utworów w Polskim Radiu Poznań. W latach 1986–1993 grał w kurortowej orkiestrze w mieście Bad Ems w Niemczech. W 1987 roku jako członek zespołu Camel Band, wyjechał na kolejne kontrakty zagraniczne do Finlandii i Norwegii. Obecnie uczy w ognisku muzycznym Dolnośląskiego Towarzystwa Muzycznego w którym pełni również rolę sekretarza.
Grał, bądź gra na zestawach perkusyjnych marki: Polmuz, Szpaderski, Ludwig, Smoke and Fire oraz na perkusji elektronicznej Roland TD 9.